# Лаурсен, Кай
Кай Лаурсен (дат. Kai Laursen; 11 января 1924 — 16 сентября 1996) — датский скрипач.
Окончил Королевскую Датскую консерваторию (1943). С 1944 г. играл в Датском Королевском оркестре. В 1951—1965 гг. первая скрипка Гётеборгского симфонического оркестра, в 1965—1989 гг. — Симфонического оркестра Южной Ютландии.
Одновременно с карьерой концертмейстера Лаурсен концертировал как солист, уделяя особое внимание датской национальной традиции скрипичного концерта. Многолетняя история его выступлений, радиотрансляций и записей произведений датских композиторов для скрипки с оркестром была подытожена серией из десяти дисков «Датские скрипичные концерты» (англ. Danish Violin Concertos), включившей 26 произведений XVIII—XX веков; 23 из них были записаны впервые. Высокой оценки критики удостоился также записанный Лаурсеном альбом скрипичных произведений Карла Нильсена.